# Kooptation
Kooptation eller kooptering (av engelskans co-option, cooptation, co-optation eller cooption; även förkortat co-opt) är när medlemskap i en grupp beslutas av gruppen själv. Till exempel utses nya medlemmar i Svenska Akademien av de övriga medlemmarna i akademien.